# Ateliers du métro de Toulouse
Les ateliers du métro de Toulouse ont pour mission d'assurer l'entretien et la maintenance du matériel roulant du réseau.

## Organisation
Chaque ligne du réseau dispose de son propre garage-atelier. L'actuel terminus sud de la ligne B, Ramonville, dispose également d'un garage de 9 places en plus du garage-atelier situé au nord de la ligne.
Les garages-ateliers des lignes A et B sont utilisés de manière interchangeables, les VAL 208 circulant sur ces 2 lignes et pouvant passer d'une ligne à l'autre. En revanche, les VAL 206 sont cantonnés à la ligne A.
Le garage-atelier de la ligne C sera le premier à ne pas être situé en bout de ligne, et ne sera pas utilisable pour le matériel des autres lignes, et réciproquement.

## Ateliers en service
| Atelier     | Ligne                                            | Matériel roulant | Mise en service |
| ----------- | ------------------------------------------------ | ---------------- | --------------- |
| Basso Cambo | Métro de Toulouse · Ligne A du métro de Toulouse | VAL 206, VAL 208 | 1993            |
| Borderouge  | Métro de Toulouse · Ligne B du métro de Toulouse | VAL 208          | 2007            |

### Basso Cambo
L'atelier de Basso Cambo a été le premier site de remisage et maintenance du métro toulousain, ouvert en 1993. Il est situé au bout de la ligne A, après la station du même nom, dans le quartier lui-même du même nom. Des travaux d'extension ont eu lieu en 2015-2016. Il est complémentaire à celui de Borderouge, qui sont utilisables de manière interchangeables. Il est en revanche le seul apte à recevoir des VAL 206.
Le site a une superficie totale de 7,3 hectares, et le garage en lui-même 6 000 m2 pour une capacité maximale de 48 rames.
Le site dispose également d'une voie d'essais de 575 mètres, et le poste de commande centralisé pour l'ensemble du réseau se situe ici. Une passerelle entre ce site et le siège social de Tisséo a également été construite en 2014.

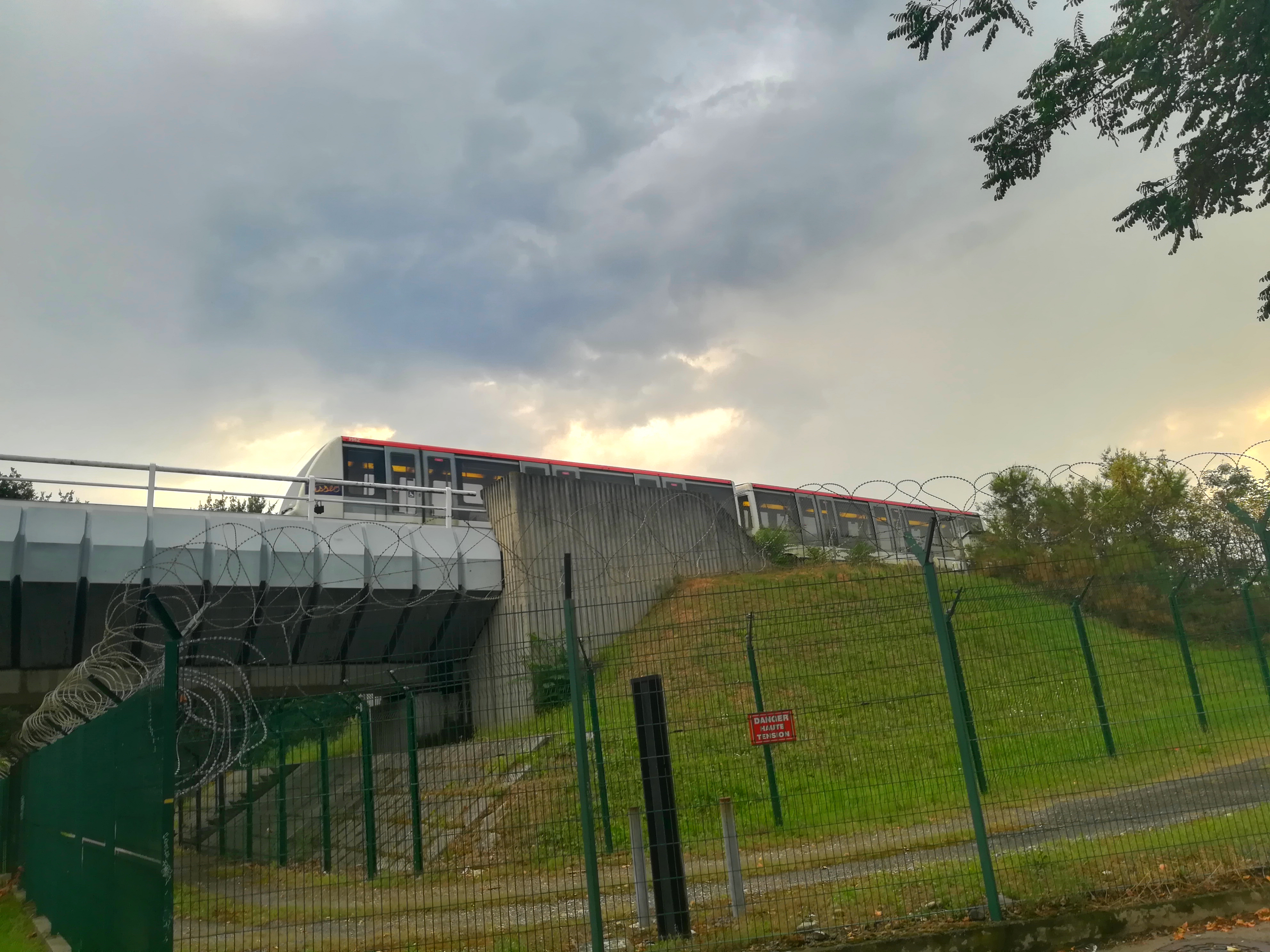
Fin de la ligne A et entrée du garage-atelier.
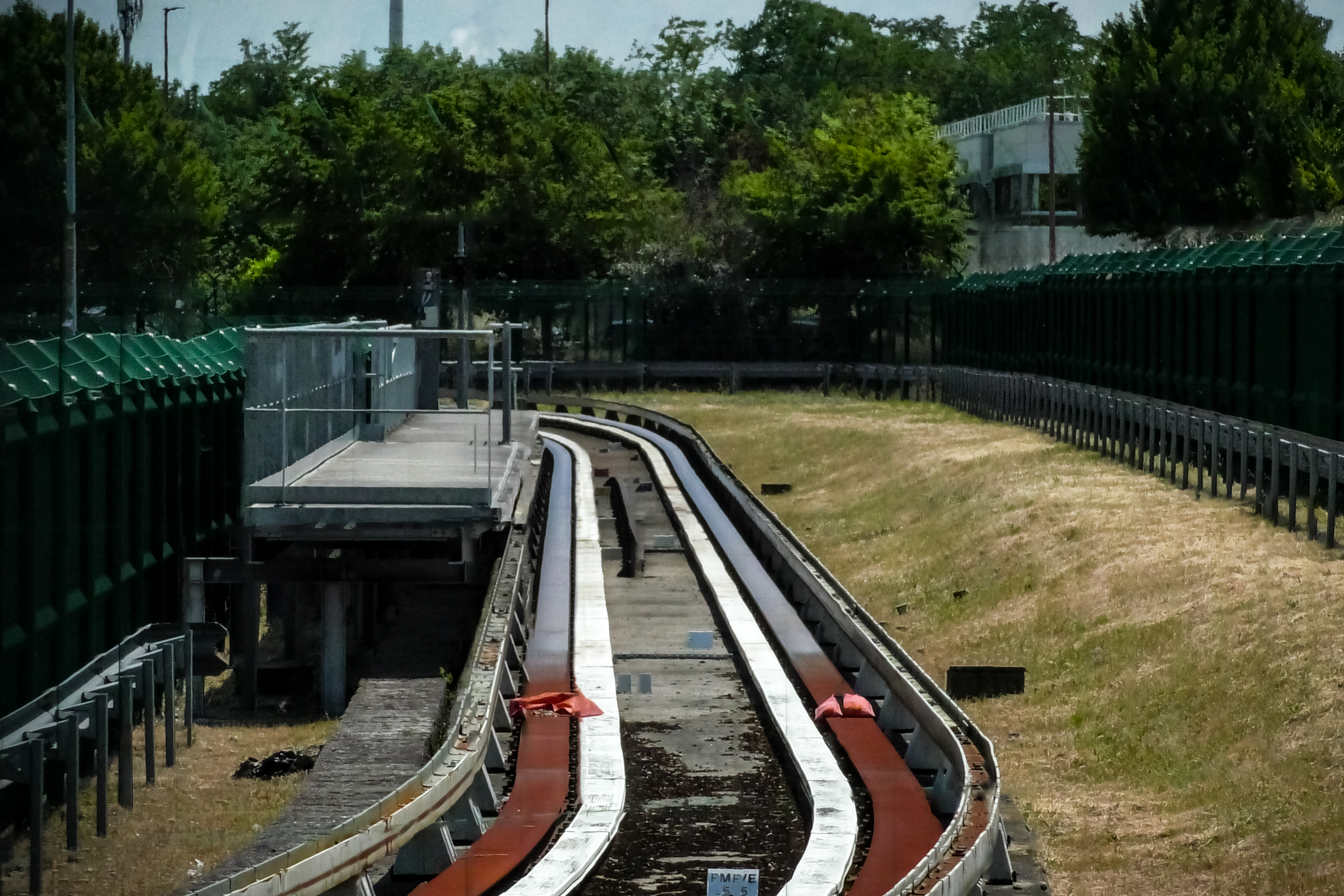
La voie d'essais.
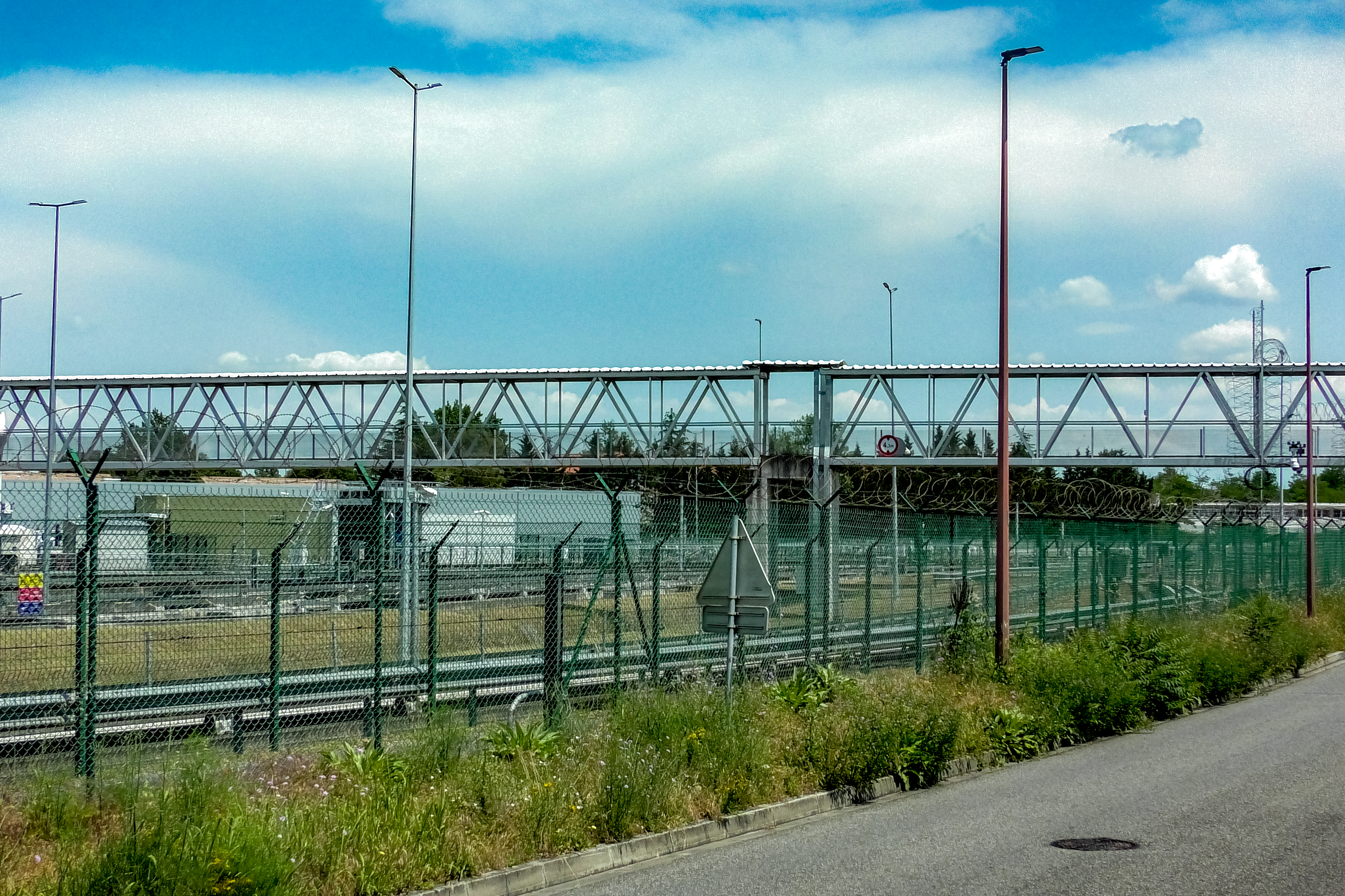
La passerelle.

### Borderouge
Deuxième garage-atelier construit, il est situé au bout de la ligne B, après la station du même nom, dans le quartier lui-même du même nom. Il est complémentaire à celui de Basso Cambo, qui sont utilisables de manière interchangeables, à l'exception qu'il ne peut pas accueillir les VAL 206 de la ligne A.
Le site a une superficie totale de 5 hectares, et le garage en lui-même 3 000 m2 pour une capacité maximale de 48 rames.

## Atelier en construction
| Atelier      | Ligne                                              | Matériel roulant  | Mise en service |
| ------------ | -------------------------------------------------- | ----------------- | --------------- |
| Sept-Deniers | Métro de Toulouse · Ligne TAE du métro de Toulouse | Alstom Metropolis | 2028            |

### Sept-Deniers
Ce site de maintenance et remisage est en construction et sera exclusivement utilisé par la ligne C du métro.
Contrairement aux autres lignes, il s'agira du premier SMR à ne pas être situé en bout de ligne et sera situé au nord du quartier des Sept-Deniers.